# Dănciulești
Dănciulești est une commune roumaine située dans le județ de Gorj.